# Mille Lacs County
Das Mille Lacs County ist ein County im US-amerikanischen Bundesstaat Minnesota. Im Jahr 2020 hatte das County 26.459 Einwohner und eine Bevölkerungsdichte von 17,8 Einwohnern pro Quadratkilometer. Der Verwaltungssitz (County Seat) ist Milaca.
Teile der Mille Lacs Indian Reservation der Anishinabe befinden sich im Mille Lacs County.

## Geografie

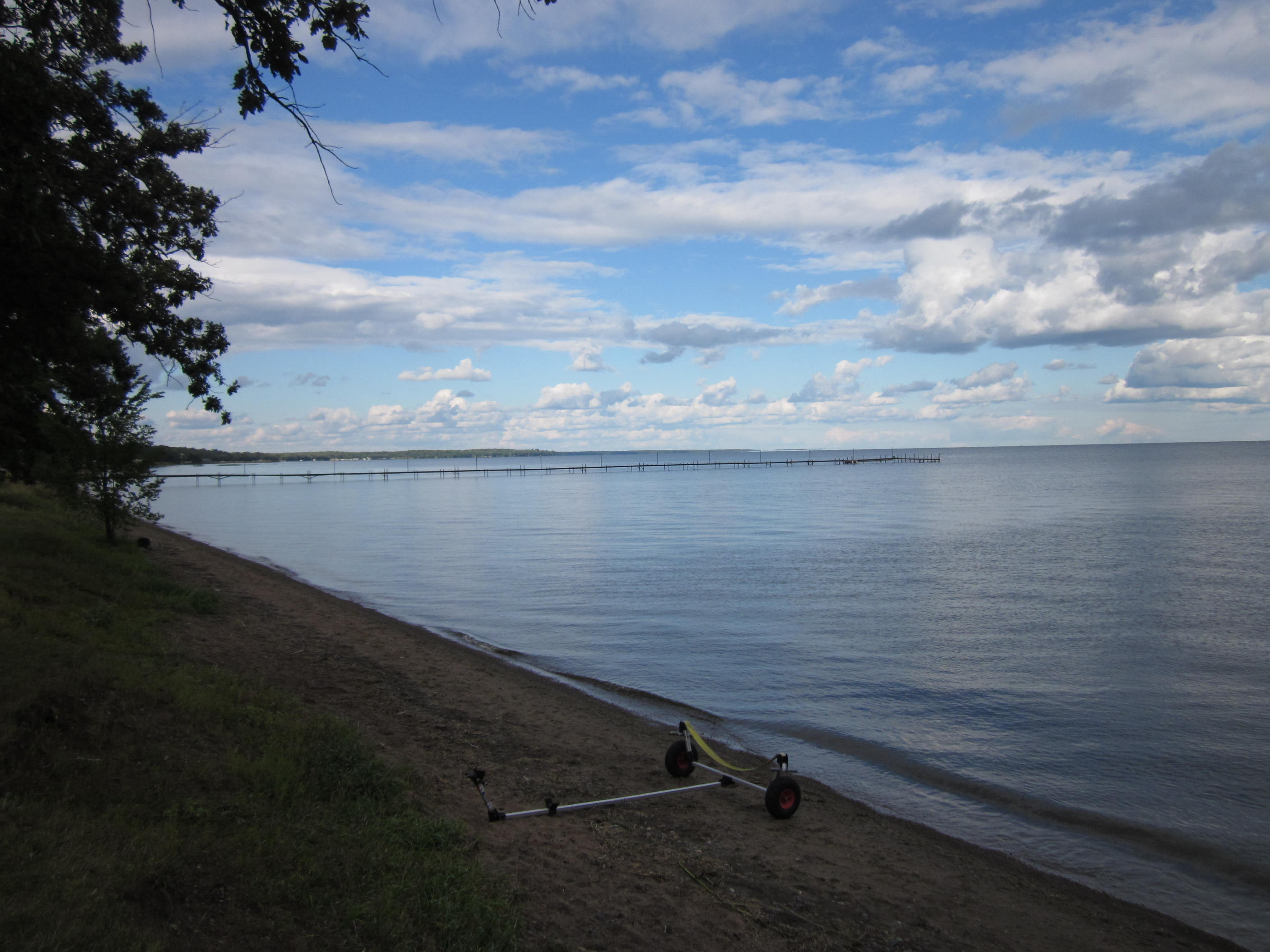
Der für das County namensgebende Mille Lacs Lake

Das County liegt östlich des geografischen Zentrums Minnesotas am Südufer des Mille Lacs Lake. Es hat eine Fläche von 1766 Quadratkilometern, wovon 278 Quadratkilometer Wasserfläche sind. An das Mille Lacs County grenzen folgende Nachbarcountys:
| Crow Wing County | Aitkin County    |                |
| Morrison County  |                  | Kanabec County |
| Benton County    | Sherburne County | Isanti County  |

## Geschichte
Das Mille Lacs County wurde am 23. Mai 1857 aus Teilen des Ramsey County gebildet. Benannt wurde es nach dem Mille Lacs Lake, dessen Name von dem französischen Ausdruck Grand lac du Pays des Mille Lacs (Großer See im Land der tausend Seen) abgeleitet ist.
Ein Ort im Mille Lacs County hat den Status einer National Historic Landmark, die Kathio Site. 12 Bauwerke und Stätten des Countys sind insgesamt im National Register of Historic Places eingetragen (Stand 31. Januar 2018).

## Demografische Daten

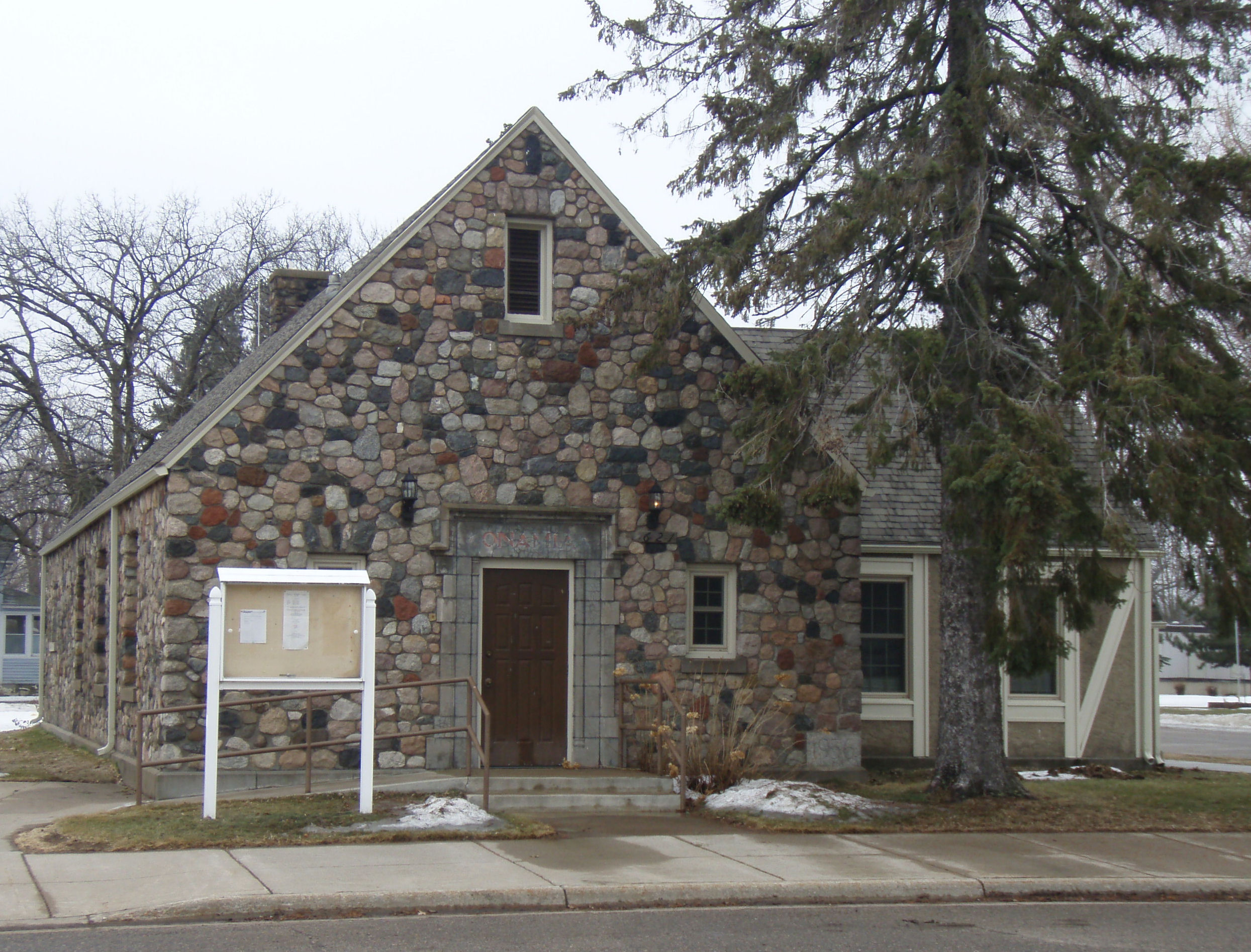
Onamia City Hall, gelistet im NRHP

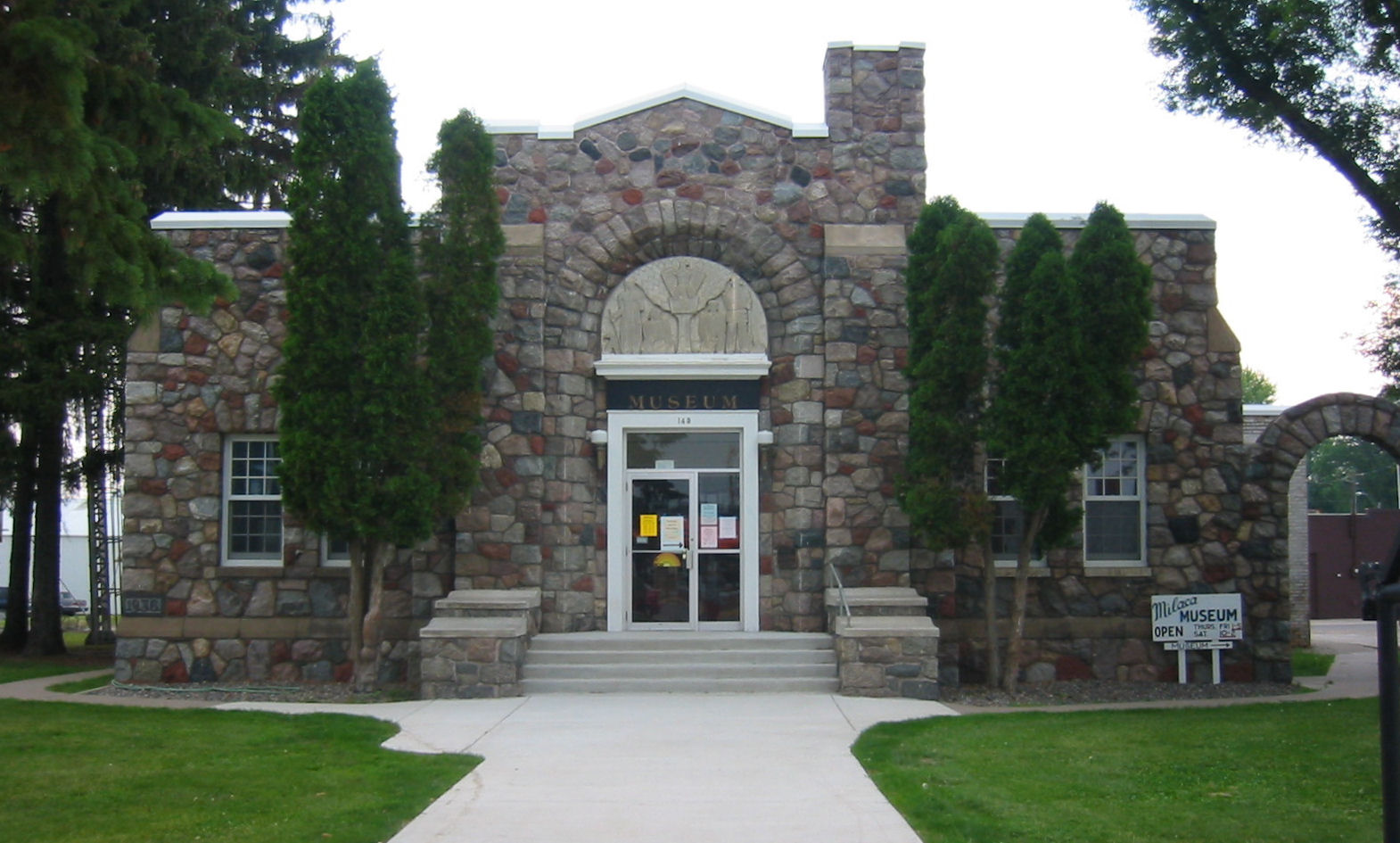
Milaca City Hall, gelistet im NRHP

Nach der Volkszählung im Jahr 2010 lebten im Mille Lacs County 26.097 Menschen in 10.594 Haushalten. Die Bevölkerungsdichte betrug 17,5 Einwohner pro Quadratkilometer. In den 10.594 Haushalten lebten statistisch je 2,41 Personen.
Ethnisch betrachtet setzte sich die Bevölkerung zusammen aus 91,4 Prozent Weißen, 0,4 Prozent Afroamerikanern, 6,0 Prozent amerikanischen Ureinwohnern, 0,4 Prozent Asiaten sowie aus anderen ethnischen Gruppen; 1,8 Prozent stammten von zwei oder mehr Ethnien ab. Unabhängig von der ethnischen Zugehörigkeit waren 1,6 Prozent der Bevölkerung spanischer oder lateinamerikanischer Abstammung.
25,1 Prozent der Bevölkerung waren unter 18 Jahre alt, 58,5 Prozent waren zwischen 18 und 64 und 16,4 Prozent waren 65 Jahre oder älter. 49,7 Prozent der Bevölkerung war weiblich.

Das jährliche Durchschnittseinkommen eines Haushalts lag bei 46.100 USD. Das Pro-Kopf-Einkommen betrug 22.221 USD. 13,4 Prozent der Einwohner lebten unterhalb der Armutsgrenze.

## Ortschaften im Mille Lacs County
Citys
| - Bock - Foreston - Isle - Milaca | - Onamia - Pease - Princeton1 - Wahkon |

Census-designated place (CDP)
- Vineland

1 – teilweise im Sherburne County

Das Mille Lacs County ist neben den acht Citys in 17 Townships unterteilt:
| Township             | Einwohner (2010) | FIPS     |
| -------------------- | ---------------- | -------- |
| Bogus Brook Township | 1421             | 27-06850 |
| Borgholm Township    | 1718             | 27-07012 |
| Bradbury Township    | 268              | 27-07210 |
| Dailey Township      | 234              | 27-14500 |
| East Side Township   | 620              | 27-17810 |
| Greenbush Township   | 1293             | 27-25586 |

| Township             | Einwohner (2010) | FIPS     |
| -------------------- | ---------------- | -------- |
| Hayland Township     | 501              | 27-27908 |
| Isle Harbor Township | 593              | 27-31490 |
| Kathio Township      | 1627             | 27-32516 |
| Lewis Township       | 52               | 27-36782 |
| Milaca Township      | 1617             | 27-42128 |
| Milo Township        | 1385             | 27-42326 |

| Township              | Einwohner (2010) | FIPS     |
| --------------------- | ---------------- | -------- |
| Mudgett Township      | 84               | 27-44710 |
| Onamia Township       | 575              | 27-48328 |
| Page Township         | 743              | 27-49480 |
| Princeton Township    | 2256             | 27-52540 |
| South Harbor Township | 800              | 27-61384 |